# Gudela Grote

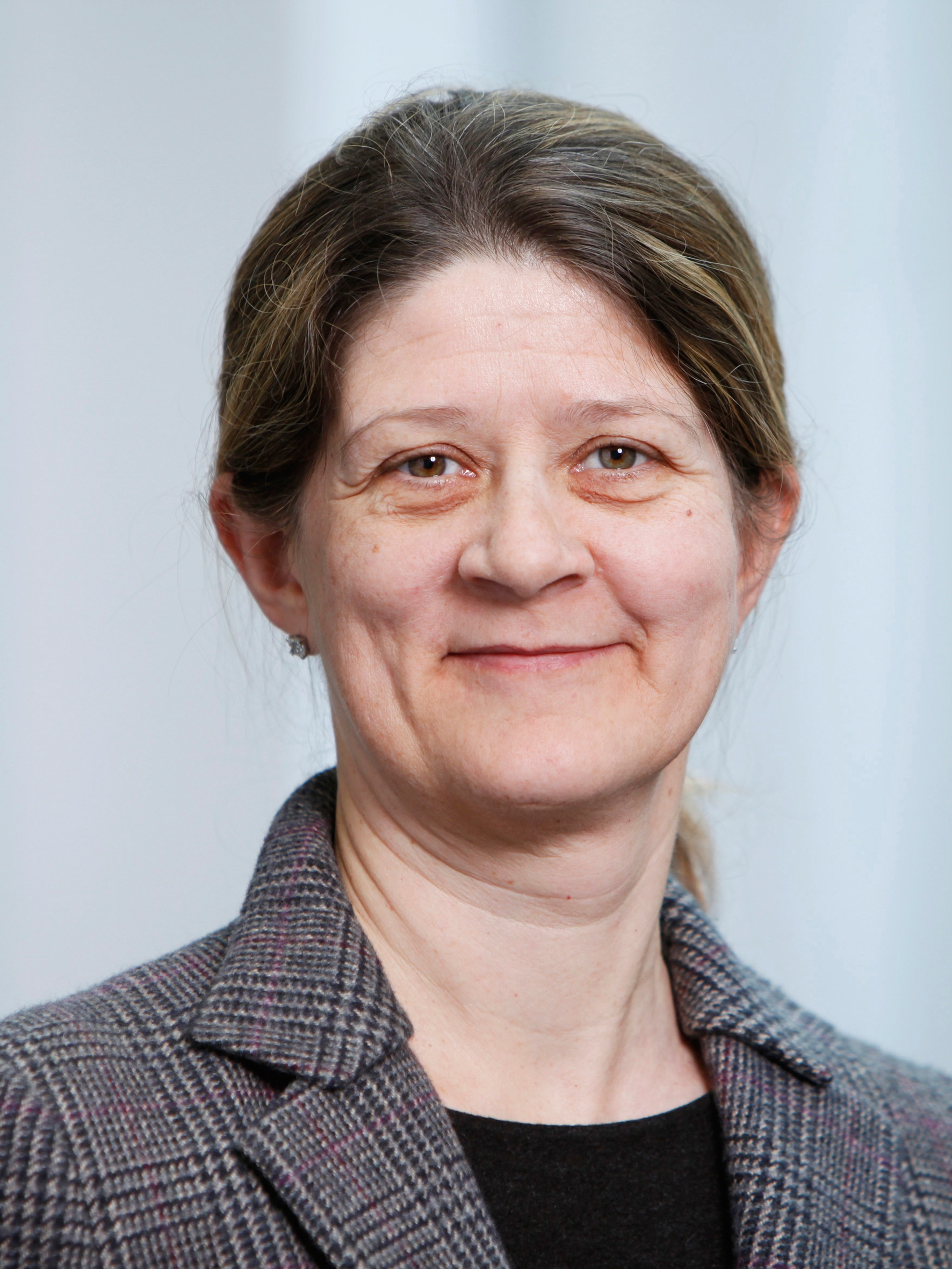
Gudela Grote, 2011

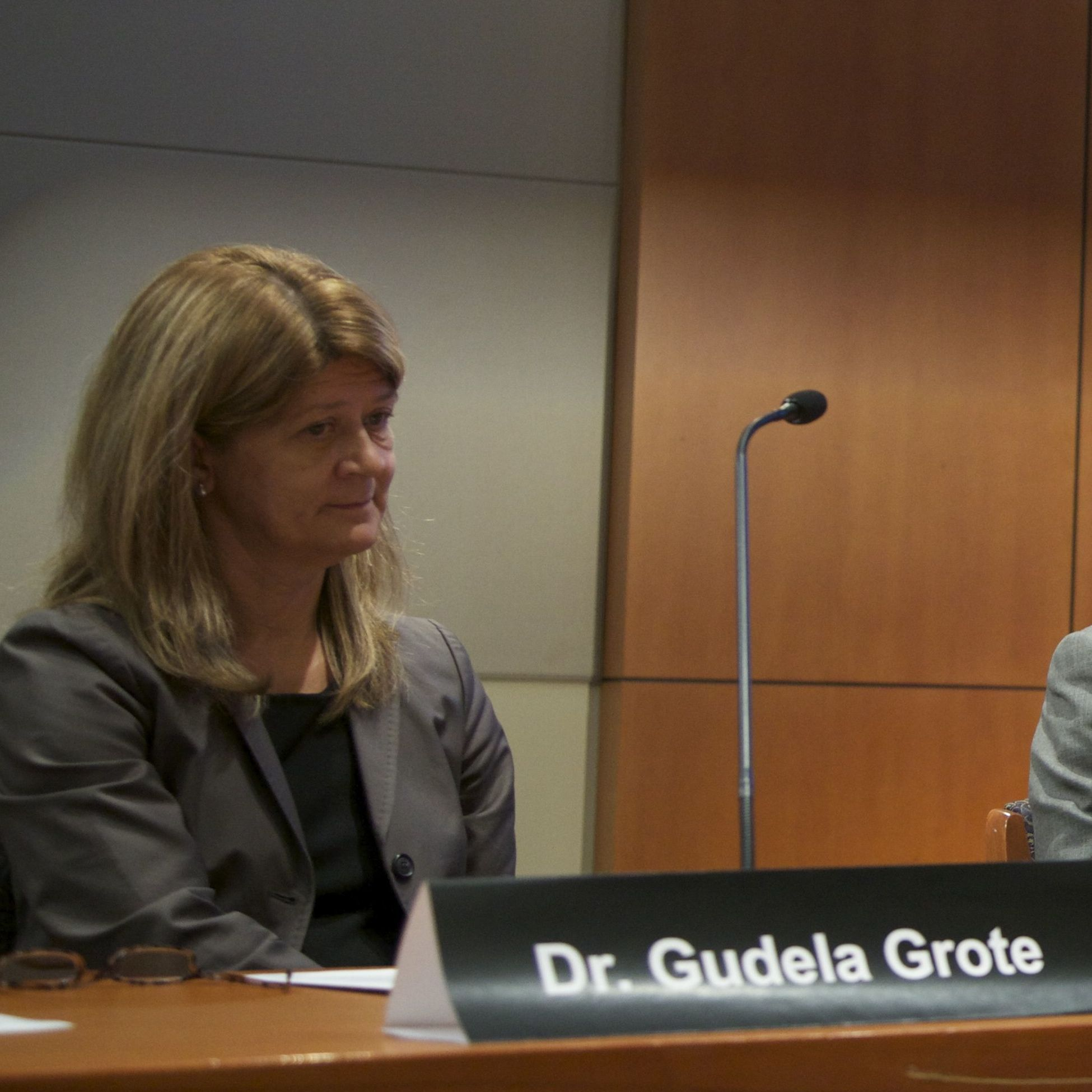
Gudela Grote, 2013

Gudela Grote (* 4. Dezember 1960 in Wiesbaden) ist eine deutsche Arbeits- und Organisationspsychologin und Hochschullehrerin.

## Leben
Gudela Grote wurde in Wiesbaden geboren. Sie studierte nach der Schule Psychologie an der Philipps-Universität Marburg und der Technischen Universität Berlin. Nach ihrem Diplom an der Technischen Universität Berlin war sie in der Zeit von 1984 bis 1987 Doktorandin am Georgia Institute of Technology in Atlanta. An der Georgia Tech promovierte sie mit einer Arbeit über die situationale Spezifität und Konsistenz von Leistungsmotivation.
1988 kam sie zur Eidgenössischen Technische Hochschule Zürich und wurde dort vier Jahre später Assistenzprofessorin. Im Jahr 1996 habilitiere sie an der ETH Zürich und wurde ein Jahr später an der ETH außerordentliche Professorin. Seit September 2000 ist sie dort ordentliche Professorin für Arbeits- und Organisationspsychologie im Departement Management, Technology and Economics.
Gudela Grote ist Mitglied des Forschungsrats des Schweizerischen Nationalfonds, Fellow der Society for Industrial and Organizational Psychology und Past President der European Association of Work and Organizational Psychology. Gudela Grote ist seit 2022 Mitglied der Kommission Bildung der Schweizerischen Studienstiftung.

## Veröffentlichungen (Auswahl)
- Grote, G. & Kozlowski, S.W.J. (2023): Teamwork doesn´t just happen: Policy recommendations from over half a century of team research. Behavioral Science & Policy, 9, 59-76.
- Pfrombeck, J., Galinskiy, A.D., Nagy, N., North, M.S., Brockner, J., & Grote, G. (2023): Self-affirmation increases reemployment success for the unemployed. Proceedings of the National Academy of Sciences, 120, e2301532120.
- Parker, S. K., & Grote, G. (2022): Automation, algorithms, and beyond: Why work design matters more than ever in a digital world. Accepted for publication in Applied Psychology: An International Review, 71(4), 1171-1204.
- Griffin, M., & Grote, G. (2020): When is more uncertainty better? A model of uncertainty regulation and effectiveness. Academy of Management Review, 45, 745-765.
- Grote, G. & Guest, D. (2017): The case for reinvigorating quality of working life research. Human Relations, 70, 149-167.
- Grote, G. (2012): Safety management in different high-risk domains – All the same? Safety Science, 50, 1983-1992.
- Grote, G. (2009): Management of Uncertainty  – Theory and Application in the Design of Systems and Organizations, Springer London